# The Raw & the Cooked
The Raw & the Cooked è il secondo ed ultimo album del gruppo musicale britannico Fine Young Cannibals, pubblicato nel 1989.

## Tracce

### Lato 1 -Raw
1. She Drives Me Crazy - 3:38
2. Good Thing - 3:22
3. I'm Not the Man I Used to Be - 4:19
4. I'm Not Satisfied - 3:51
5. Tell Me What - 2:47

### Lato 2 -Cooked
1. Don't Look Back - 3:40
2. It's OK (It's Alright) - 3:32
3. Don't Let It Get You Down - 3:23
4. As Hard as It Is - 3:14
5. Ever Fallen in Love (With Someone You Shouldn't've) - 3:54

## Classifiche

### Classifiche settimanali
| Classifica (1989) | Posizione massima |
| ----------------- | ----------------- |
| Australia         | 1                 |
| Austria           | 1                 |
| Canada            | 1                 |
| Finlandia         | 6                 |
| Francia           | 11                |
| Germania          | 3                 |
| Italia            | 11                |
| Norvegia          | 19                |
| Nuova Zelanda     | 2                 |
| Paesi Bassi       | 10                |
| Regno Unito       | 1                 |
| Stati Uniti       | 1                 |
| Svezia            | 5                 |
| Svizzera          | 2                 |

### Classifiche di fine anno
| Classifica (1989) | Posizione |
| ----------------- | --------- |
| Australia         | 4         |
| Austria           | 10        |
| Canada            | 1         |
| Francia           | 22        |
| Germania          | 7         |
| Italia            | 45        |
| Nuova Zelanda     | 7         |
| Regno Unito       | 7         |
| Stati Uniti       | 6         |
| Svizzera          | 13        |
| Classifica (1990) | Posizione |
| Regno Unito       | 80        |
| Stati Uniti       | 91        |